# Liuleak, Stara Zagora
Liuleak (în bulgară Люляк) este un sat în comuna Stara Zagora, regiunea Stara Zagora,  Bulgaria. 

## Demografie
Componența etnică a satului Liuleak
     Bulgari (98,66%)
     Nicio identificare (1,33%)
     Altele (0%)
La recensământul din 2011, populația satului Liuleak era de 75 locuitori. Din punct de vedere etnic, majoritatea locuitorilor (98,66%) erau bulgari. Pentru 1,33% din locuitori nu este cunoscută apartenența etnică.